# Ensalada

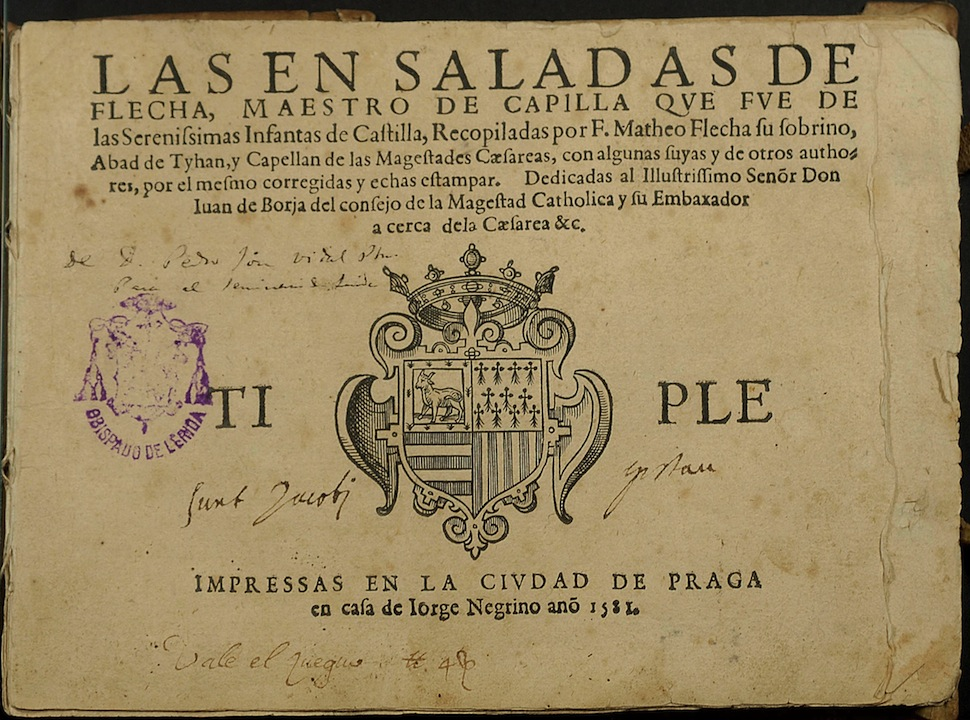
Cover of the book Ensaladas, edited by Mateu Fletxa, published in 1581 in Prague.

Ensalada (palavra de origem castelhana que significa salada) é um género de música polifónica, popular durante o Renascimento e que teve como representante máximo o compositor catalão Mateo Flecha.

## Descrição
Ao compor uma ensalada, um compositor reunia um conjunto de músicas de outros autores, geralmente já do conhecimento da audiência numa sequência, conjugação, harmonização e sentido definidos pelo próprio. Sebastián de Covarrubias, autor espanhol, explicava assim o significado do termo no seu livro “Tesoro de la Lengua Castellana o Española”:
| “ | Porque na salada (ensalada) se encontram muitos e diferentes vegetais, carnes salgadas, pescados, azeitonas, conservas, frutos cristalizados e ainda ovos, flor de borragem, drageias…; e de muita diversidade de coisas se faz um prato, chamaram ensaladas a um género de canções que têm diversas métricas e são como centões (mantas de retalhos), de recolhas de diversos autores. Estas compõem os mestres de capela para celebrar as festas do Natal. | ” |
|   | — Sebastián de Covarrubias, "Tesoro de la Lengua Castellana o Española". |   |